# Pietro Martire d'Anghiera
Pietro Martire d'Anghiera (Arona, Piemonte, 2 de Fevereiro de 1457 — Granada, Outubro de 1526), por vezes referido pelas versões latinizada ou castelhana do seu nome como Petrus Martyr Anglerius ou Pedro Mártir de Anglería, foi um historiador do descobrimento e exploração das Américas pelos espanhóis. São da sua autoria as primeiras descrições conhecidas da exploração pelos europeus da América Central e das Caraíbas, publicadas numa série de cartas e relatórios, publicados em latim entre 1511 e 1530 em fascículos de dez capítulos designados por "décadas", depois reunidas numa obra que intitulou De Orbe Novo (Sobre o Novo Mundo) publicada em 1530.